# Rolnictwo w Algierii

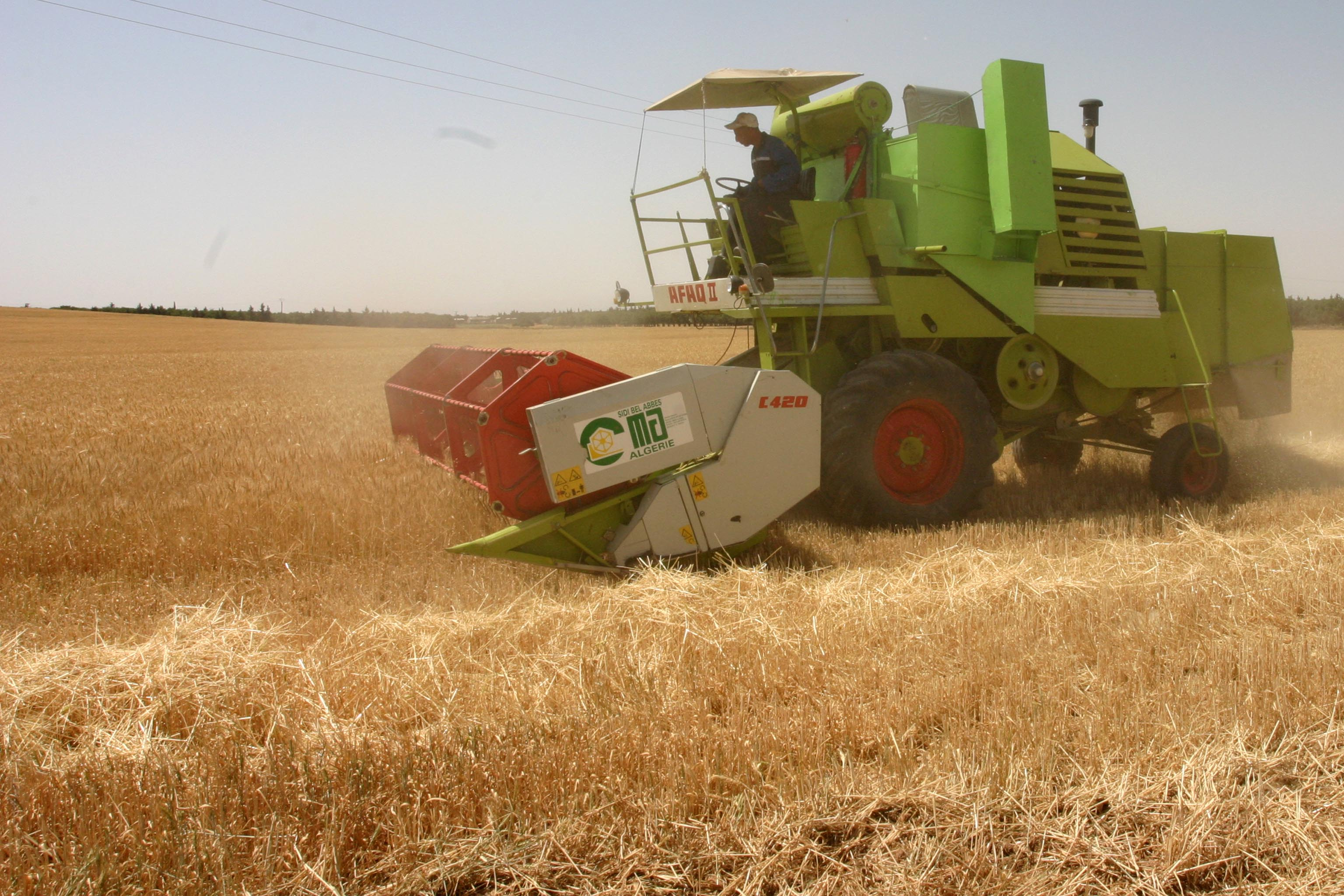
Żniwa w Algierii

Rolnictwo w Algierii – dział gospodarki Algierii, odgrywający niewielką w niej rolę (ok. 10% PKB). Ze względu na problemy rolnictwa Algieria jest największym afrykańskim importerem żywności (z zagranicy sprowadzanych jest 45% żywności), a z drugiej strony produkty przemysłu rolno-spożywczego są drugą pozycją w jej eksporcie. Najpoważniejszymi problemami rolnictwa są niekorzystne warunki przyrodnicze – znaczna część kraju leży na Saharze. W efekcie tylko 3% powierzchni kraju nadaje się pod produkcję roślinną. Istotne znaczenie dla specyfiki produkcji rolnej mają zakazy islamu dotyczące alkoholu i wieprzowiny. 

## Czynniki fizycznogeograficzne

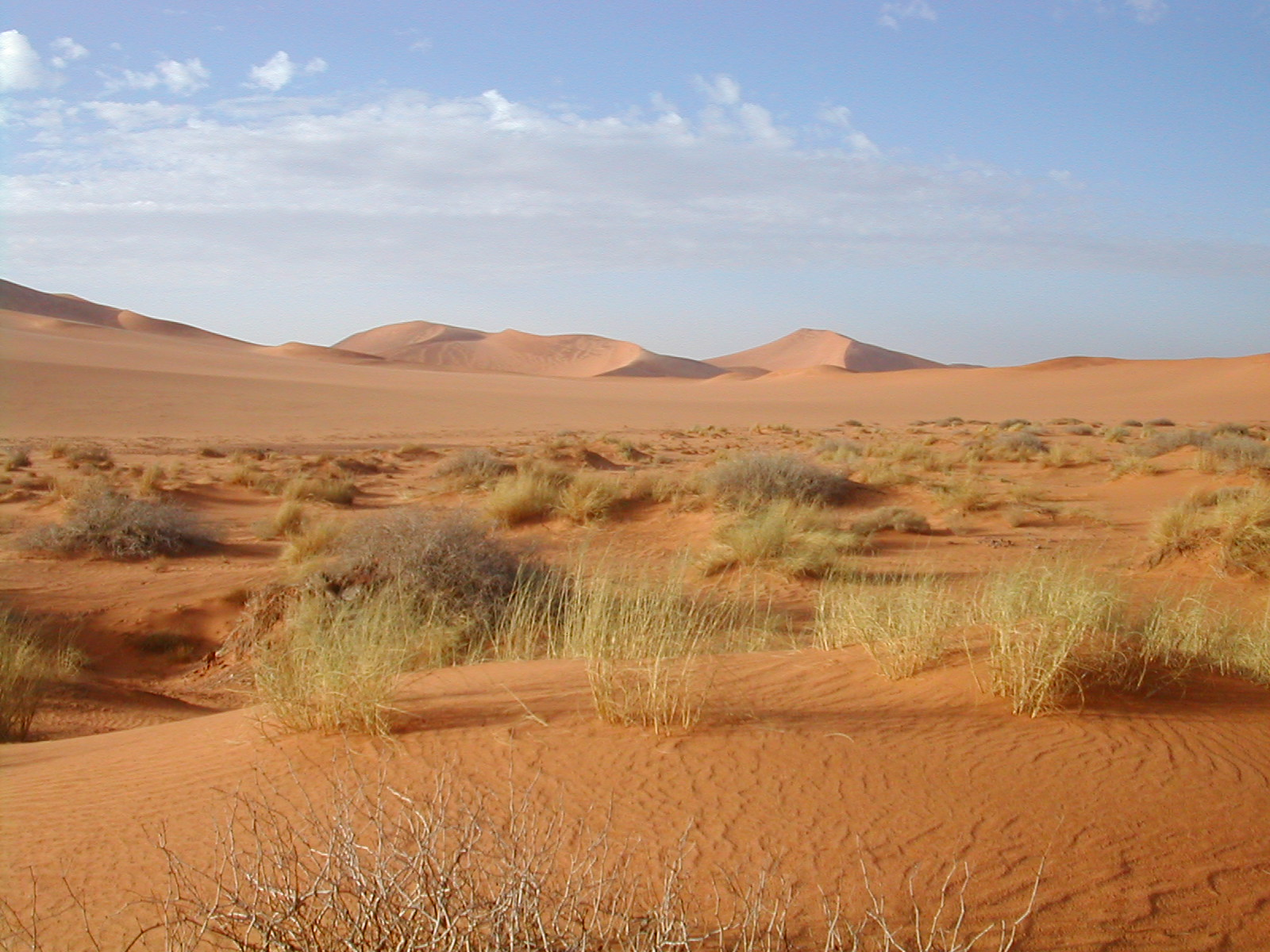
Sahara w Algierii

Wadi Mzab w Ghardai (z prawej strony)

### Agroklimat
Algieria leży nad Morzem Śródziemnym, jej północną część zajmują góry Atlas, natomiast pozostałe obszary – Sahara. Średnia temperatura powietrza najchłodniejszego miesiąca (stycznia) spada poniżej 8 °C, natomiast najcieplejszego (lipca) wynosi ponad 32 °C. Powoduje to, że okres wegetacyjny trwa cały rok. Najwyższa średnia miesięczna temperatura wynosi ponad 40 °C, najniższa poniżej 5 °C. Mimo tego zdarzają się przymrozki.
Suma opadów na terenie większości kraju jest zbyt niska na potrzeby rolnictwa, z wyjątkiem części pobrzeżnej, gdzie opady są wysokie (lokalnie nawet ponad 1000 mm rocznie). Niekorzystny jest rozkład opadów. Na wybrzeżu lato (lipiec – sierpień) jest suche, natomiast zima (grudzień – styczeń) jest deszczowa.

### Gleby
W Algierii dominują dwa rodzaje gleb: brunatne na północy i pustynne na Saharze. Lokalnie występują gleby pozastrefowe np. słone. Miejscami na Saharze tworzą się szotty.
Gleby są zbyt jałowe i suche, by w warunkach naturalnych uprawiać gatunki tak wymagające, jak np. pszenica, co oznacza konieczność nawożenia i irygacji znacznej części gruntów rolnych.

### Hydrologia
Aż 80% powierzchni kraju stanowią tereny pustynne. Obszar ten jest pozbawiony cieków stałych. Na terenie pustyni znajdują się wadi i słone jeziora. Także na żyznym wybrzeżu zdarzają się epizodyczne susze. Znaczna część terenów rolniczych jest sztucznie nawadniana.

## Czynniki pozaprzyrodnicze

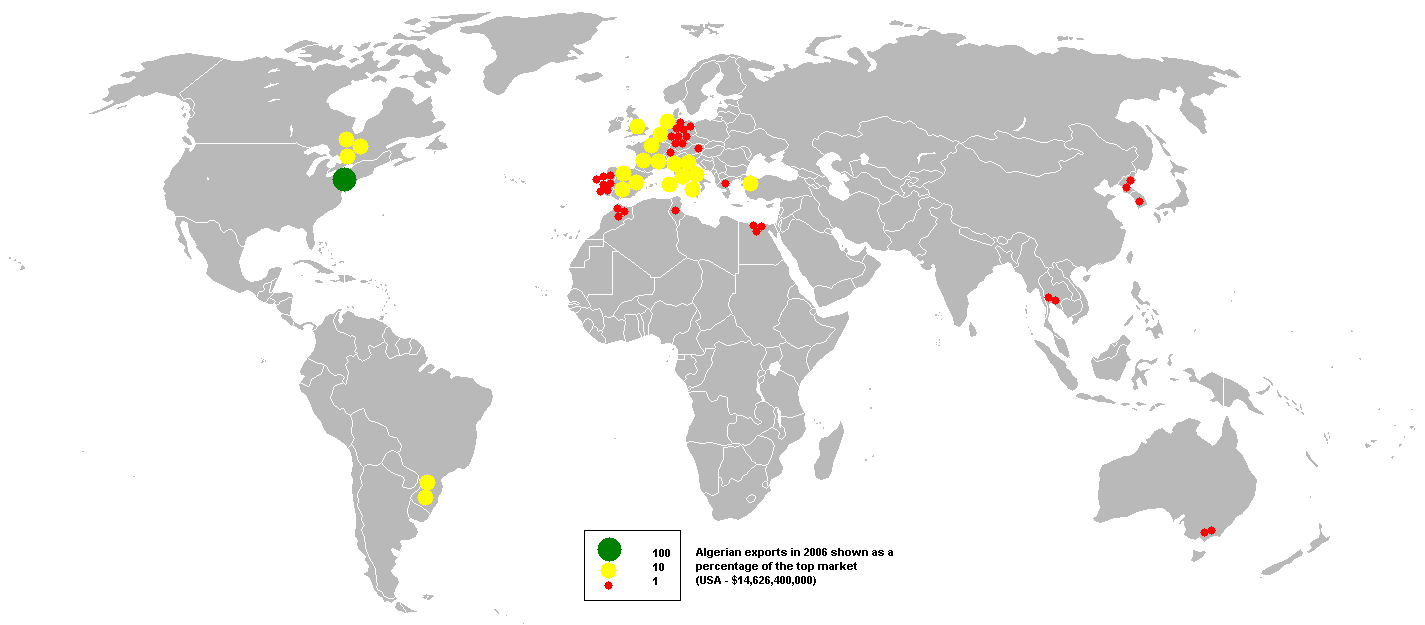
Eksport Algierii (w 2006)

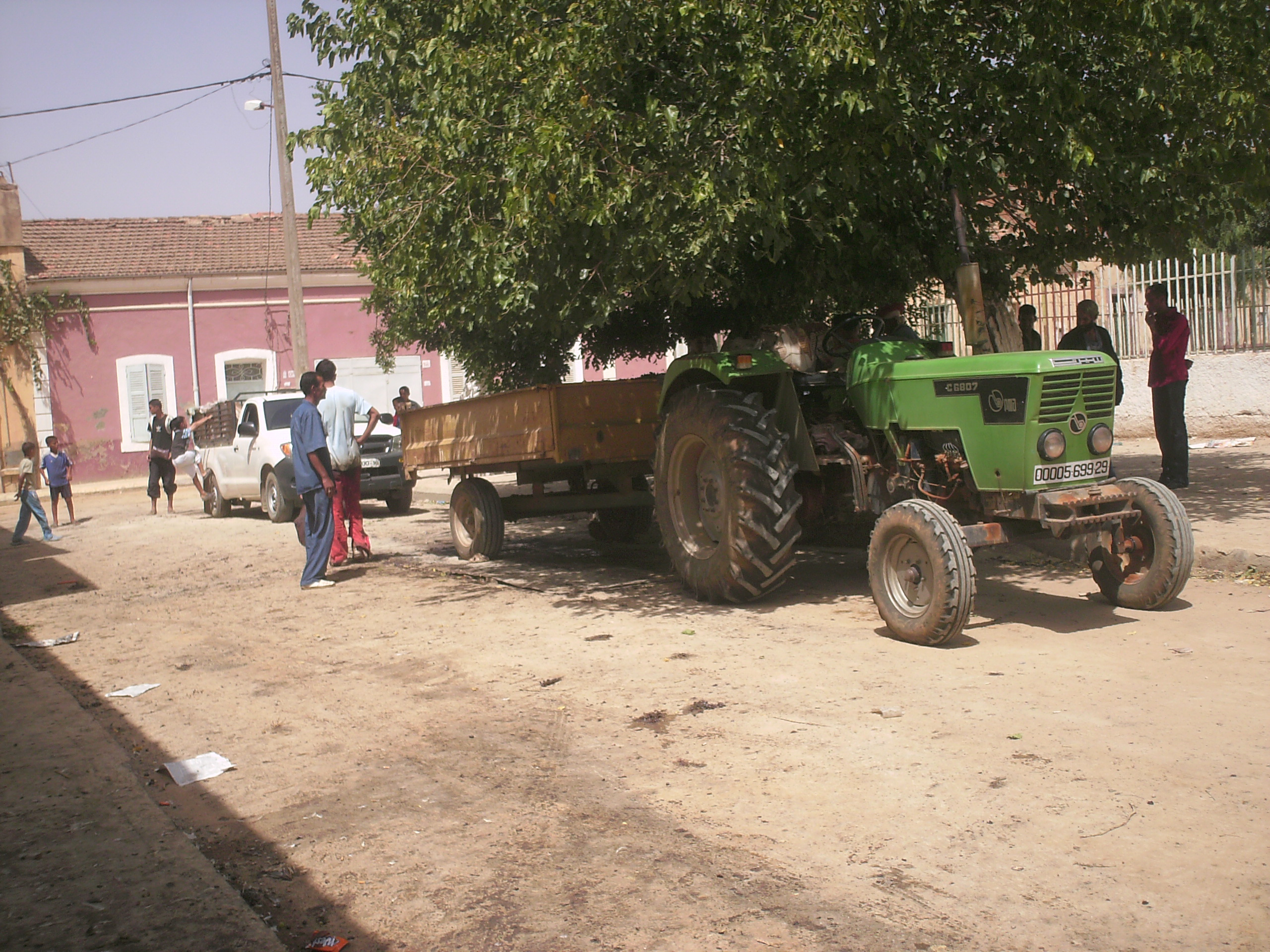
Traktor w Algierii

### Poziom rozwoju społeczno-ekonomicznego
Algieria jest jednym z bogatszych krajów Afryki. Głównym źródłem bogactwa są kopaliny: ropa naftowa i gaz ziemny oraz rudy metali. Głównym kierunkiem eksportu produktów naftowych są kraje Unii Europejskiej. 
Rolnictwo ma znikomy udział w gospodarce, daje (w 2011) tylko 10% PKB i zatrudnia 20% pracujących. 
Algieria jest największym afrykańskim importerem żywności i jednym z dziesięciu największych importerów na świecie. Aż 45% żywności w Algierii pochodzi z zagranicy. Przedmiotem importu są głównie: cukier, zboża, mleko w proszku. Jednocześnie jednak przemysł rolno-spożywczy ma drugi po przemyśle wydobywczym udział w eksporcie. Jednakże większy niż żywność udział w imporcie mają: dobra inwestycyjne, surowce oraz półprodukty.

### Urbanizacja i uprzemysłowienie
Algieria jest krajem mocno zurbanizowanym. Przemysł odgrywa niewielką rolę w gospodarce ze względu na powszechną korupcję, nepotyzm oraz inne utrudnienia gospodarcze. Dla inwestorów problemem są zbyt duże interwencje rządu.

## Historia
W czasach starożytnych północne wybrzeża Afryki miały bardzo silnie rozwinięte rolnictwo. Dotyczyło to przede wszystkim obszaru dzisiejszej Tunezji, ale do pewnego stopnia również Mauretanii, czyli prowincji rzymskiej obejmującej obszar dzisiejszej północnej Algierii i Maroka. Oprócz zboża uprawiano tam oliwki, przez co rzymska Mauretania była ważnym eksporterem oliwy.
Ogromne znaczenie dla rolnictwa tego kraju miała kolonizacja francuska trwająca od 1830 do 1962. W czasach Algierii francuskiej, a więc w okresie, kiedy Algieria była najpierw kolonią, a później terytorium zamorskim Francji, Algieria była traktowana jako kolonialny spichlerz, źródło dostaw półproduktów rolnych. Rozpoczął się masowy napływ kolonistów francuskich, którzy przejęli od ludności rdzennej blisko połowę gruntów rolnych, zwykle nieodpłatnie. Najbardziej pożądane były grunty najżyźniejsze. Produkcja rolna w tworzonych w ten sposób gospodarstwach była bardzo wydajna i w XIX wieku w Algierii występować miały znaczące nadwyżki produkcji rolnej. Równocześnie trwały zmiany w profilu upraw skutkujące odejściem od produkcji na potrzeby własne w celu wytwarzania produktów eksportowych. Produkcja komercyjna pszenicy, winogron i cytrusów wiązała się z ograniczeniem powierzchni lasów, pastwisk i tradycyjnych upraw. W efekcie od lat 30. XX wieku, Algieria, wcześniej posiadająca nadwyżki produkcji rolnej, musiała zacząć importować żywność. Kolonizacja spowodowała zniszczenie tradycyjnego, ekstensywnego, ale w lokalnych warunkach efektywnego rolnictwa, a dodatkowo wiązała się z silnym przekształceniem społeczności wiejskiej. Tradycyjni rolnicy i pasterze stali się bowiem robotnikami na plantacjach kolonizatorów. W połowie XX wieku kraj eksportował ogromne ilości wina i cytrusów, podczas gdy 90% społeczeństwa pozostawało niedożywione.
Inną przyczyną zapaści była reforma rolna, wprowadzona po likwidacji własności prywatnej (nie tylko francuskiej) i tworzenie niewydajnych gospodarstw samorządowych, często pod nieudolnym kierownictwem. Sytuację tę usankcjonowano na mocy dekretów z marca i października 1963 roku. Algieria, która pod panowaniem francuskim była w stanie eksportować żywność, nie potrafiła zaspokoić popytu na rynku wewnętrznym.
W 1989 algierski rząd zrealizował program unowocześnienia rolnictwa, w ramach którego nastąpiła rozbudowa i modernizacja systemu irygacyjnego oraz niewielka zmiana profilu produkcji. W latach 2010–2014 jest realizowany kolejny program unowocześniania rolnictwa. Program ten ma spowodować zwiększanie udziału rolnictwa w PKB i powodować redukcje kosztownego importu.

## Produkcja

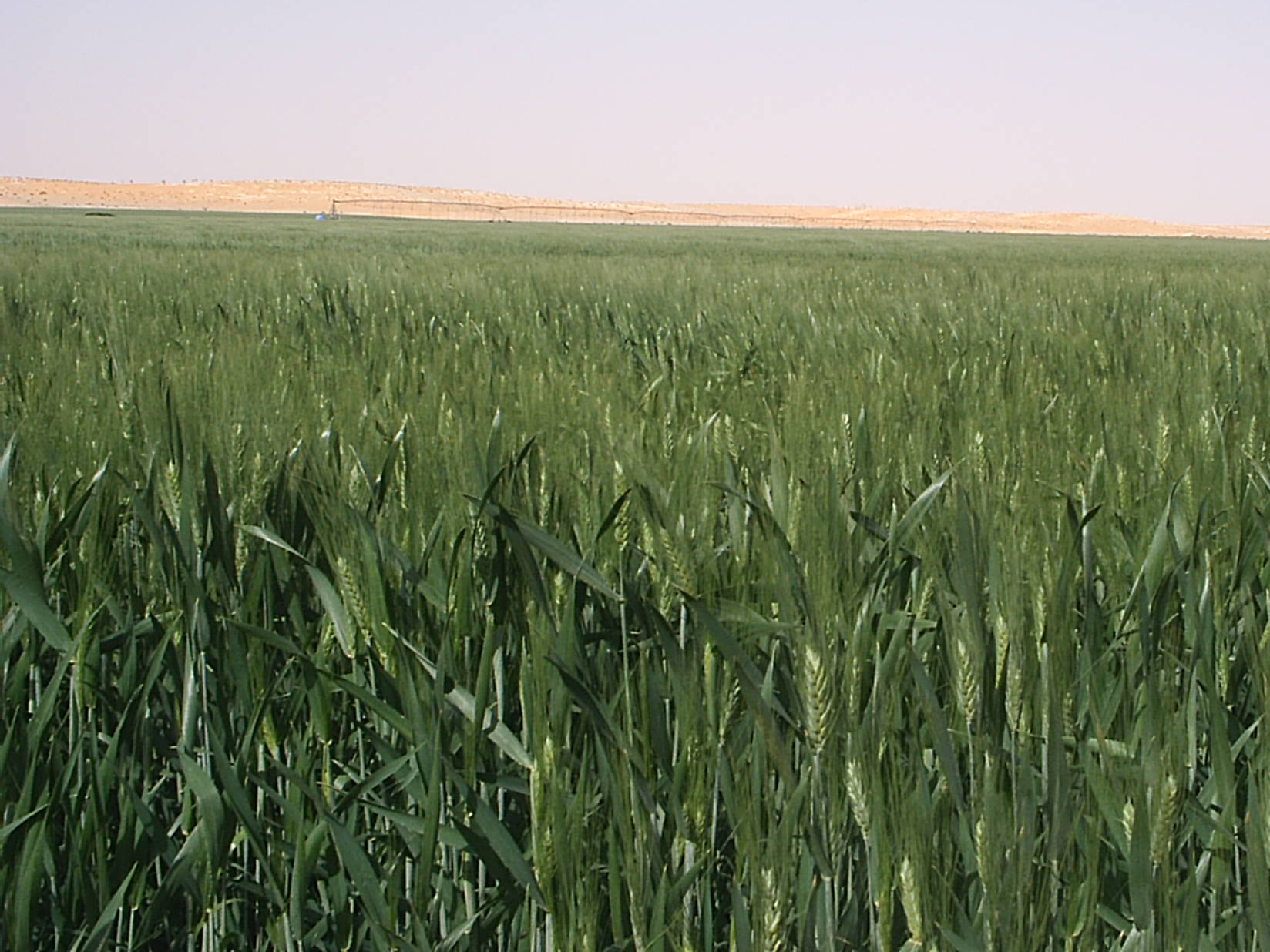
Pole zbóż w Adrar

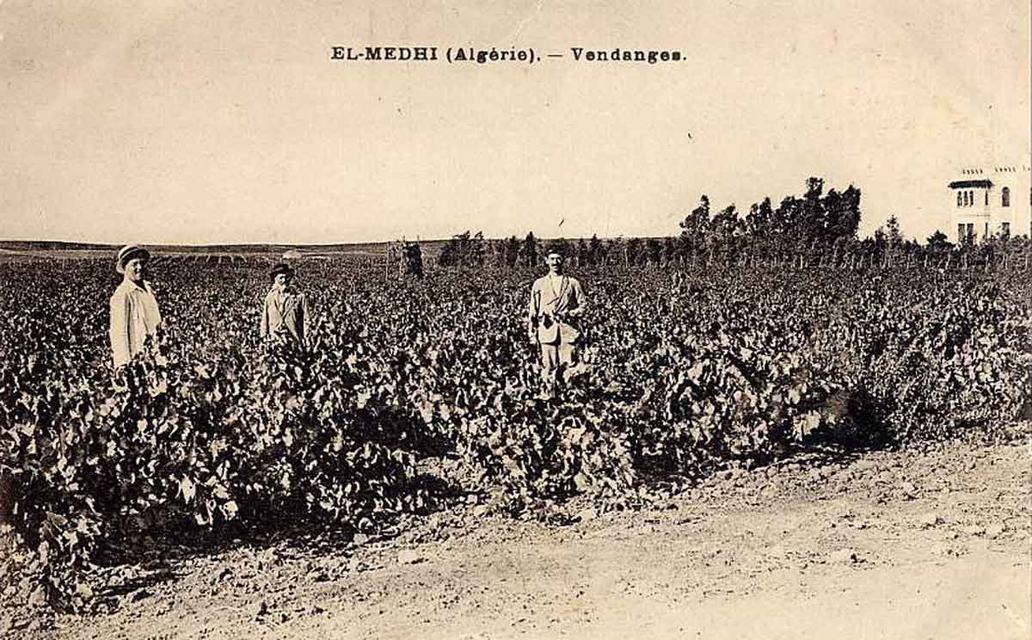
Zbiory winogron na początku XX wieku

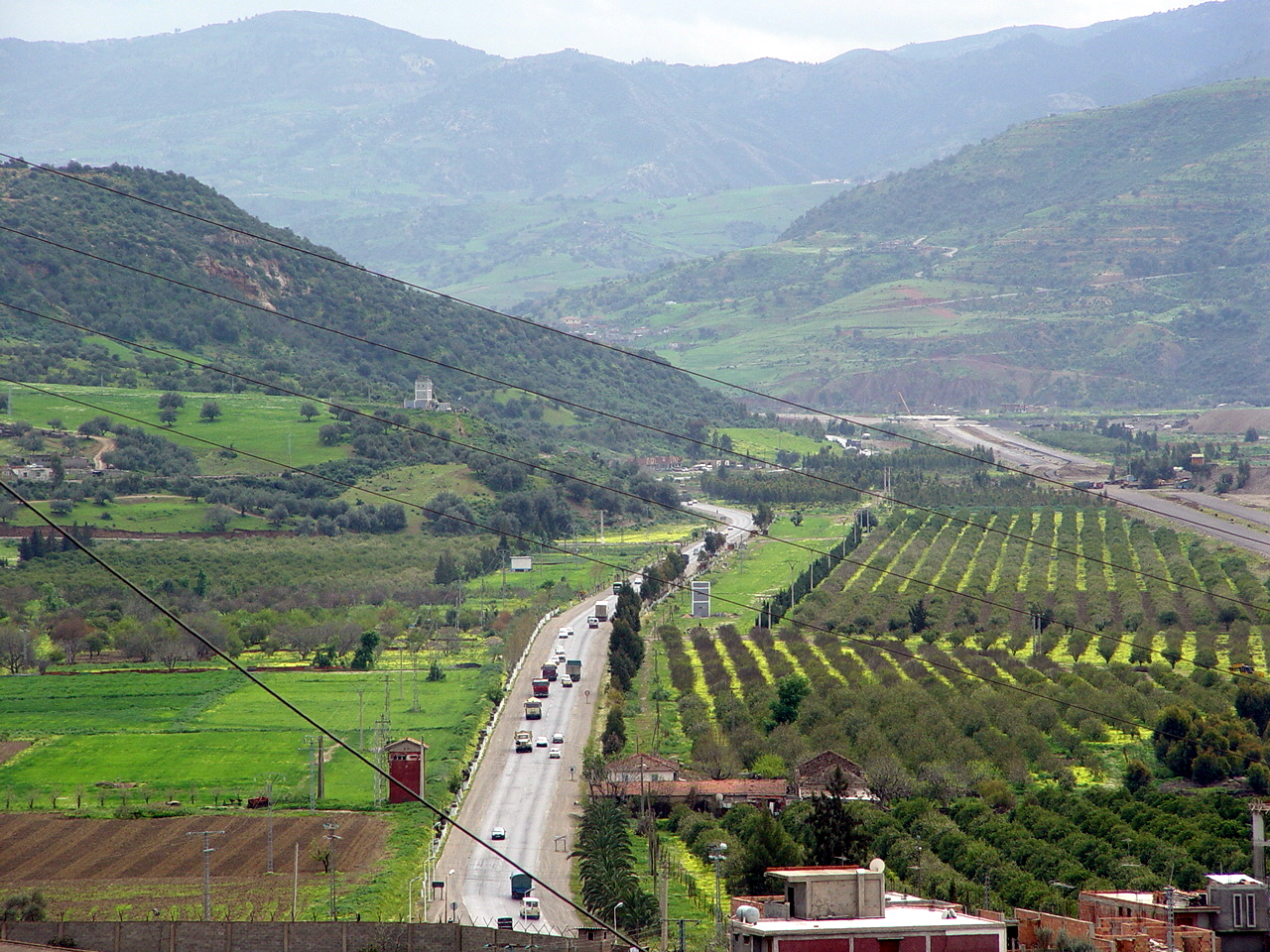
Sady pomarańczy

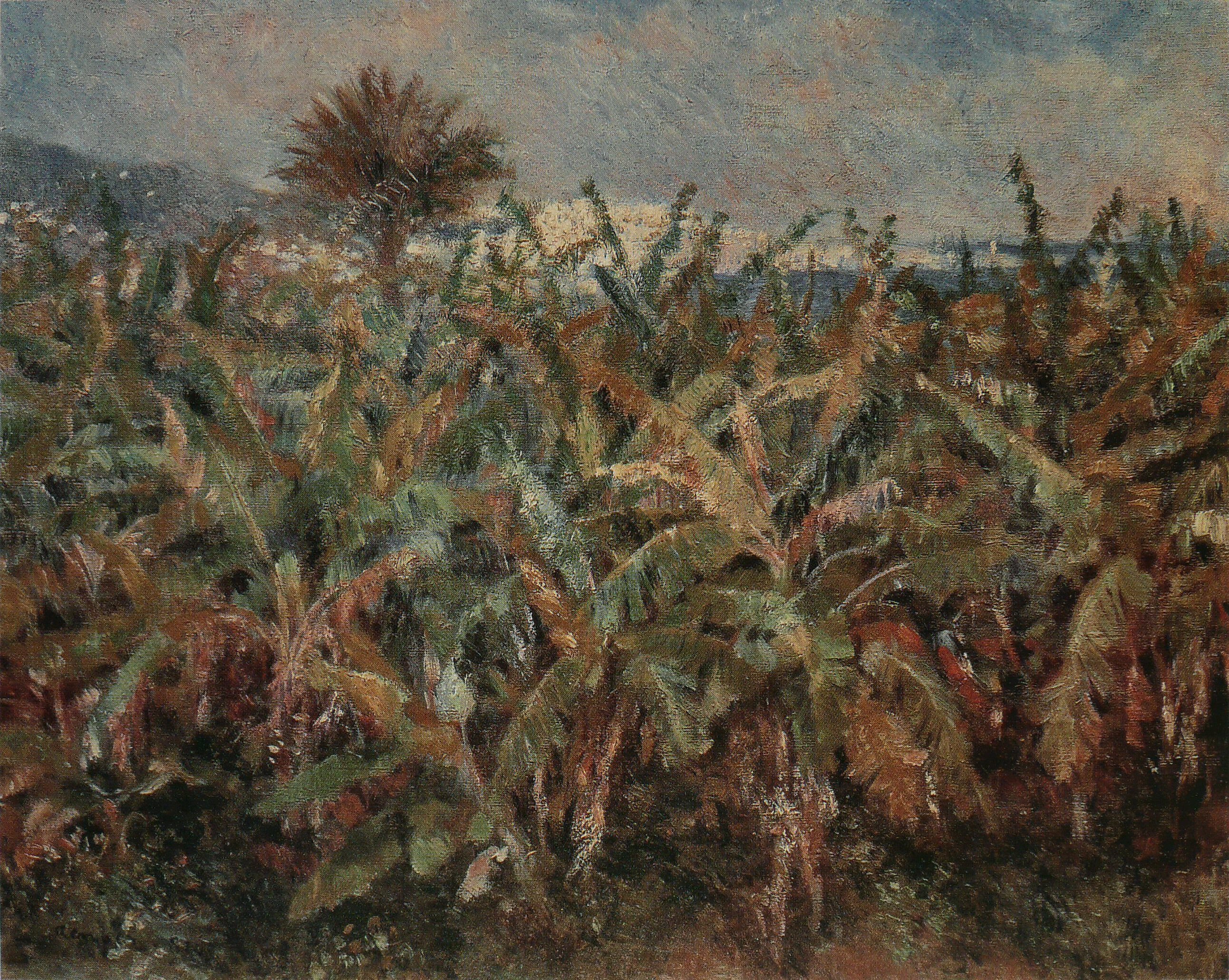
Obraz Auguste Renoira przedstawiający uprawę bananów w Algierii

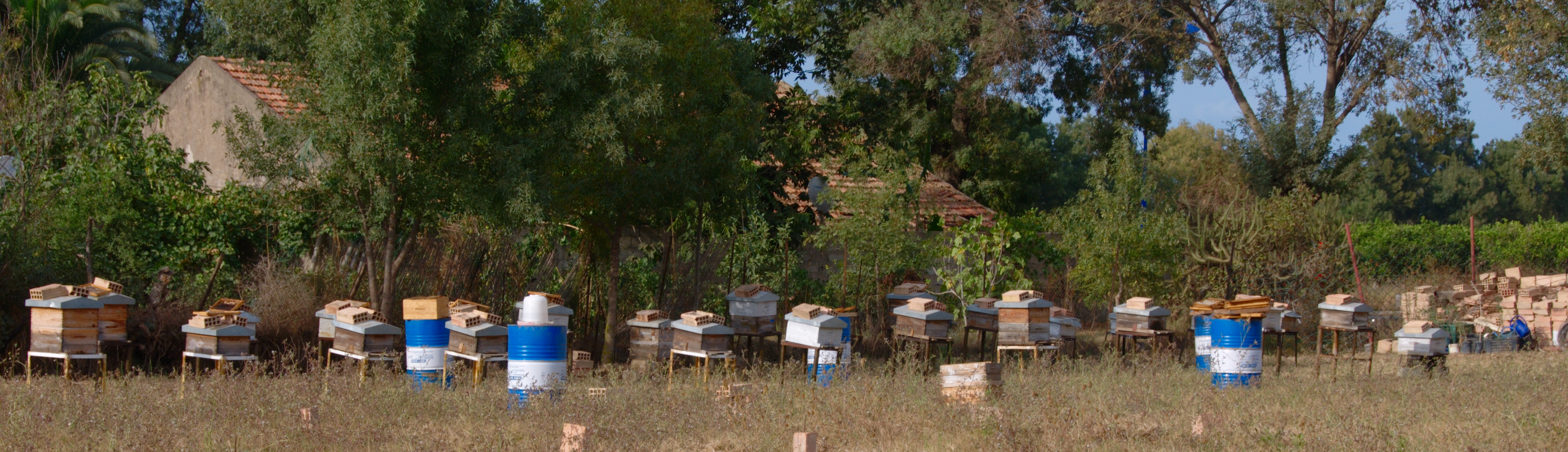
Pasieka

### Produkcja roślinna
Grunty służące produkcji roślinnej stanowiły w 2008 tylko 3% powierzchni kraju i koncentrowały się w jego części położonej nad Morzem Śródziemnym.

#### Rośliny okopowe
Spośród roślin okopowych największy udział w produkcji roślinnej w Algierii mają ziemniaki, których w 2010 zebrano 3290 tys. ton.

#### Zboże
Najważniejszym zbożem uprawianym w Algierii jest pszenica. W 2010 zbiory pszenicy wyniosły 3100 tys. ton. Obok niej na mniejszą skalę uprawiany jest również jęczmień, który ma podobne wymagania, lecz niższą wartość ziarna. W 2010 zbiory jęczmienia zwyczajnego wyniosły 1500 tys. ton.
Z powodu zbyt jałowych i suchych gleb na uprawy tych zbóż konieczne jest stosowanie irygacji i nawożenia. Z tych samych powodów w Algierii wysiewa się specjalne odmiany dostosowane do warunków tam panujących. Podstawowymi odmianami pszenicy w Algierii są lokalne: Bidi 17, Hedba 3, Mohamed Ben Bachir; oraz meksykańskie: Gta Dur, Mexicali, Arz, Hiddab; syryjskie: Bousselem, Chen’s, Waha; hiszpańskie: Vitron, Ain Abid, Mahon Demias; a także pochodząca ze Stanów Zjednoczonych Anza. Około 1/3 wszystkich zbiorów pszenicy przypada na prowincję Tijarat. W przypadku jęczmienia, który ma podobnie wysokie wymagania, również trzeba było wyhodować specjalne odmiany, spośród których do podstawowych należą: miejscowa Tichedrett, francuska Elbahia oraz syryjskie: Soufara, Rahma, Tissa, Elfouara. W 2011 roku plon ziaren zbóż wyniósł 4,245 miliona ton, w 2010 zebrano ponad 6 milionów ton.

#### Rośliny strączkowe
Istotna w Afryce Północnej jest produkcja takich roślin strączkowych jak: ciecierzyca, soczewica i bób. 
Ciecierzyca jest w Algierii podstawą wyżywienia. W kuchni jest używana zarówno tak jak inne rośliny strączkowe, oprócz tego nasiona są mielone na mąkę i dodawane do mąki pszennej. Roślina ta ma niskie wymagania glebowe i klimatyczne.
Soczewica ma bardzo niskie wymagania klimatyczne i glebowe, ponadto jest rośliną bardzo uniwersalną. Jednakże zarówno produkcja jak i plony soczewicy w Algierii nie są wysokie. W latach 2002–2006 zebrano średnio 540 ton (najmniej spośród państw Afryki Północnej), a plony wyniosły 4,68 q/ha (mniej w Afryce było tylko w Erytrei). Algieria jest na 4. miejscu na świecie pod względem importu soczewicy.

#### Używki
Ze względu na zakazy islamu dotyczące spożywania alkoholu, w Afryce Północnej rozwinęła się produkcja roślin psychoaktywnych (głównie konopie) i używek (tytoń).

#### Owoce i warzywa
Plantacje oliwek zajmują w Algierii ok. 300 tys. ha i dostarczają ok. 40 tys. ton oleju oliwkowego oraz 100 tys. ton oliwek stołowych. Znacząco wzrósł w XXI wieku areał upraw palmy daktylowej, który w 2007 osiągnął ok. 155 tys. ha a w 2011 zebrano 710 tys. ton owoców. Zbiory cytrusów osiągają 740 tys. ton (z Algierii pochodzić ma klementynka, która jest krzyżówką mandarynki i pomarańczy gorzkiej). Oprócz tego Algieria jest czołowym producentem owoców, których zbiory na świecie są niewielkie (stan na 2010) np. fig (3. miejsce na świecie – 99,1 tys. ton), moreli (5. miejsce, 239,7 tys. ton), migdałów (9. miejsce, 44,3 tys. ton)
Lokalne potrzeby w pełni zaspakajają uprawy warzyw. Największe są zbiory cebuli (1111,2 tys. ton), pomidorów (578,7 tys. ton) i papryki (317,5 tys. ton).

#### Winorośl
Mimo zakazów spożywania alkoholu przez muzułmanów (którzy stanowią niemal 100% mieszkańców Algierii), winorośl jest uprawiana, z winogron produkowane jest wino. Produkcja wina rozpoczęła się wraz z podbojem Algierii przez Francję. Mimo że Algieria w 1962 odzyskała niepodległość, wina nadal są produkowane, głównie na eksport do Francji. Zbiory winogron w 2010 wyniosły 582,1 tys. ton.

### Produkcja zwierzęca
Ze względu na intensywne rolnictwo i małą powierzchnię pastwisk (13% powierzchni kraju w 2008), hodowla zwierząt nie odgrywa istotnego znaczenia. Największy udział w hodowli zwierząt mają owce – 19,6 mln (2011), kozy – 3,8 mln (2011), bydło – 1,6 mln (2011) oraz wielbłądy – 290 tys. (2011) i konie – 230 tys. (2011). Produkcja mleka wynosi ok. 1,6 miliarda litrów, co zaspokaja ok. 40% krajowych potrzeb. Produkcja mleka, po ziemniakach i pszenicy, odgrywa największą rolę w produkcji rolnej, mając jednocześnie największy udział w jej wartości. Głównym zwierzęciem dojnym są krowy. Produkcja mleka krowiego wzrasta, natomiast pozostałych zwierząt dojnych (owiec i kóz) jest w miarę stała.
Symboliczny udział ma hodowla trzody chlewnej. Wielkość produkcji mięsa liczonej w tonach jest niewielka, jednakże ma duże znacznie pod względem wartości. Uzyskiwana jest głównie baranina i wieprzowina, mniejsze znaczenie ma kozina. Ze względu na występujące w różnych regionach choroby zakaźne zwierząt i związane z tym zagrożenie epizootiologiczne i epidemiologiczne – przewóz zwierząt pomiędzy południem a północą kraju jest zabroniony.

## Problemy rolnictwa
Główne problemy rolnictwa w Algierii wynikają z uwarunkowań przyrodniczych. Znakomita większość kraju nie nadaje się pod uprawę rolną, a tereny, które się nadają, trzeba przeważnie sztucznie nawadniać. Dodatkowo trzeba stosować specjalnie przystosowane do algierskich warunków odmiany pszenicy i jęczmienia. Problemem jest również postępujące pustynnienie, któremu sprzyja niska jakość produkcji rolniczej oraz nadmierny wypas.
Równie istotnym problemem są nieuregulowane stosunki własnościowe ziemi, niska wydajność oraz słabość przemysłu rolno-spożywczego.
Problemem w hodowli są choroby zwierząt występujące w poszczególnych częściach kraju, czego skutkiem jest prawny zakaz przewożenia zwierząt pomiędzy różnymi strefami.